# Trương Chấn (Tam Quốc)
Trương Chấn (giản thể: 张震; phồn thể: 張震; bính âm: Zhang Cheng; ? - 253) là quan viên Đông Ngô thời Tam Quốc trong lịch sử Trung Quốc.

## Cuộc đời
Trương Chấn quê ở nước Bành Thành, Từ Châu, là con trai của đại tướng Trương Thừa (con trưởng của đại thần Trương Chiêu) với con gái của Gia Cát Cẩn, là cháu gọi anh em Gia Cát Khác, Gia Cát Dung là bác.
Năm 244, Trương Thừa tạ thế, Trương Chấn tập tước Đô hương hầu của cha.
Năm 253, Tôn Tuấn, Tôn Lâm phát động binh biến, giết hại cả nhà Gia Cát Khác. Khi Tôn Tuấn bày tiệc mời Gia Cát Khác đến, Trương Chấn cùng Tán kỵ thường thị Chu Ân gửi mật thư cho Khác, khuyên khác đề phòng. Tuy nhiên, Gia Cát Khác đi rồi lại về, bị giết trong tiệc. Trương Chấn, Chu Ân đều bị tru di tam tộc.

## Gia đình
Tấn thư có chép về một người chắt của Trương Chiêu là Trương Khải. Không rõ Trương Khải có phải là con của Trương Chấn hay không hay là con của một người cháu khác mà sách sử không ghi chép.

## Trong văn hóa
Trương Chấn không xuất hiện trong tiểu thuyết Tam quốc diễn nghĩa của La Quán Trung.